# Scatopse globulicauda
Scatopse globulicauda is een muggensoort uit de familie van de Scatopsidae. De wetenschappelijke naam van de soort is voor het eerst geldig gepubliceerd in 1981 door Lastovka & Haenni.